# Martha Reeves
Pour les articles homonymes, voir Reeves.
Martha Rose Reeves, née le 18 juillet 1941 à Eufaula, est une chanteuse américaine de R&B et de pop, notamment connue pour avoir été la principale chanteuse du groupe de la firme Motown, Martha and the Vandellas.

## Carrière
Entre 2005 et 2009, Reeves a servi comme conseillère élue pour la ville de Détroit.

## Martha Reeves & The Vandellas
- Singles :
- 1963 : Come and Get These Memories
- 1963 : (Love Is Like A) Heatwave
- 1963 : Quicksand
- 1964 : Dancing in the Street
- 1964 : Wild One
- 1965 : Nowhere to Run
- 1965 : You've Been in Love Too Long
- 1966 : My Baby Loves Me
- 1966 : I'm Ready for Love
- 1967 : Jimmy Mack
- 1967 : Love Bug Leave My Heart Alone
- 1967 : Honey Chile
- 1968 : Forget Me Not
- 1971 : Bless You

### Solo
- Albums :
- 1973: Willie Dynamite Soundtrack (MCA Records)
- 1974: Martha Reeves (MCA Records)
- 1975: Rainbow      (Phonarama)
- 1977: For the Rest of My Life (Arista Records)
- 1978: We Meet Again (Fantasy Records)
- 1980: Gotta Keep Moving (Fantasy)
- 2004: Home To You (Itch/True Life Entertainment)

- Singles :
1. Power of Love (en) (1974)
2. Wild Night (1974)
3. Love Blind (1975)
4. I'm Not Leaving (2012) avec The Crystal Method